# Miljenko Prohaska
Miljenko Prohaska (Zagreb, 17. rujna 1925. – Zagreb, 29. svibnja 2014.), hrvatski je skladatelj, aranžer, dirigent i glazbeni pedagog. Najpoznatiji je po svom djelovanju kao dirigent Plesnog orkestra (Big Banda) Radio Zagreba, kasnije RTV Zagreb.

## Životopis
Miljenko Prohaska rođen je 17. rujna 1925. godine u Zagrebu, gdje je pohađao nižu glazbenu školu u kojoj je učio svirati violinu. Godine 1951. završava srednju glazbenu školu (kontrabas), a 1956. diplomirao je na Teoretsko-nastavničkom odjelu Muzičke akademije u Zagrebu.
Od sredine pedesetih, pa do samog kraja osamdesetih godina, kao kontrabasist bio je član Zagrebačke filharmonije, Simfonijskog orkestra Radio Zagreba, Orkestra Jugoslavenske radiodifuzije, Komornog orkestra Radio Zagreba, Zagreb Jazz Kvarteta te mnogih drugih jazz sastava. Bio je direktor Zagrebačkog festivala zabavne glazbe (1967. – 1969.). 
1989. godine odlazi u mirovinu i stalni je dirigent Plesnog orkestra Radio Zagreba. Od 1996. do 1998. vodio je Big Banda Hrvatske vojske, dok sa Simfonijskim puhačkim orkestrom Hrvatske vojske surađuje od 1994. godine. Kao dirigent nastupao je na pet Eurosong natjecanja (2 puta u Londonu, 2 puta u Dublinu i jednom u Madridu). Također je kao instrumentalist gostovao u gotovo svim europskim zemljama, te u Kanadi i Sjedinjenim Državama. Jednim od njegovih najvećih uspjeha u karijeri smatra se dirigiranje vlastitim skladbama na 10. Jazz festivalu u Montereyu (Kalifornija, SAD) 1967. godine, s orkestrom Dona Ellisa. 1960. godine Leonard Feather uvrstio ga je u enciklopediju 'The Encyclopedia of Jazz In The Sixties', a Willis Conover, kultni urednik na radio postaji Glas Amerike, posvetio mu je dvije emisije.

### Novije doba
Miljenko Prohaska surađuje sa Zagrebačkim solistima, Zagrebačkim kvartetom saksofona, Zborom i Simfonijskim orkestrom HRT-a, Komornim orkestrom, raznim ansamblima (osobito s gudačkim kvartetima Rucner i Sebastian), a povremeno radi i s Big Bandom HRT-a. Uz brojne jazz skladbe također piše i zabavnu, laku orkestralnu i simfonijsku glazbu. Kao autor glazbe potpisuje drame za radio i TV, kazalište, crtane i kratkometražne filmove, balete i zborove. Također svoj rad je zabilježio i na filmu, gdje je napisao glazbu za petnaest cjelovečernjih filmova (Iluzija, Gravitacija, Sutjeska - obrada glazbe Mikisa Teodorakisa, Visoki napon, Veliki transport, Nož, Ponedjeljak ili utorak, Prometej s otoka Viševice, Rondo, Povratak i Kiklop) i dvjema TV serije, Kuda idu divlje svinje i Sumorna jesen. U svojoj glazbenoj karijeri objavio je brojna diskografska izdanja od kojih se neka Intima, Plesni orkestar RTV Zagreb, Golden hours of Big Band i prvi autorski CD (jazz), Miljenka Prohaske, povodom 900 godina grada Zagreba pod nazivom OPUS 900 (HRT i Orfej, 1994.).
Miljenko Prohaska član je Hrvatskog društva skladatelja, a u dva mandata bio je i njegov predsjednik (1967. – 1968., 1988. – 1990.). Također je bio predsjednik Udruženja kompozitora lake muzike Hrvatske (UKLMH) od 1954. do 1957. godine. Dobitnik je brojnih nagrada, plaketa i priznanja.
Preminuo je 29. svibnja 2014. u Zagrebu.

## Diskografija
| - 1976. - Split 76 - 1978. - Poeta - 1980. - Oliver 5 - 1987. - Balade - 1993. - Retrospektiva - 1998. - Štorija 3 - 1998. - The best of - 2001. - Leute moj - 2001. - Zlatna kolekcija - 2002. - Kronologija - 2003. - Pjeva Gabi Novak - 2006. - The platinum collection - 2006. - The platinum collection - 2006. - Zlatna kolekcija - 2007. - The platinum collection - 2007. - The platinum collection | - Ave Maria - Josipa Lisac - Iluzije - Anica Zubović - Ja ljubim te - Ivo Robić - Julija i Romeo - Srebrna krila - Kad jednom odeš - Anica Zubović - Kulminacija - Srebrna krila - Ljubav ili šala - Gabi Novak, Zdenka Kovačiček - Sretan put - Gabi Novak - Ti se smiješ - Arsen Dedić - Tu-tu, auto, vrag ti piz odnija - Toma Bebić - Zelenu granu s tugom žuta voća - Vanna, Oliver Dragojević, Klapa Cambi, Klapa Puntari, Tedi Spalato |

### Filmska glazba
- 1961. - Igre na skelama
- 1964. - Prometej s otoka Viševice
- 1965. - Druga strana medalje
- 1966. - Do pobede i dalje
- 1966. - Ponedeljak ili utorak
- 1967. - Iluzija
- 1967. - Das Messer
- 1968. - Gravitacija ili fantastična mladost činovnika Borisa Horvata
- 1970. - Lisice
- 1979. - Der Rueckfall
- 1981. - Visoki napon
- 1982. - Kiklop
- 1983. - Der grosse Transport

## Nagrade
Miljenko Prohaska dobitnik je brojnih nagrada, plaketa i priznanja koja su obilježila njegovu glazbenu karijeru.
- 1955. - Medalja Grada Zagreba
- 1966. - Orden rada sa zlatnim vijencima
- 1968. - Zlatna Arena (Gravitacija)
- 1971. - Orden zasluge za narod sa srebrnim zracima
- 1976. - Josip Štolcer Slavenski
- 1979. - Pokal Hrvatskog društva skladatelja
- 1988. - Vladimir Nazor za životno djelo
- 1994. - Treća nagrada za jazz skladbu Le Havre
- 1995. - Medalja Grada Zagreba za 55 godina djelovanja
- 1995. - Porin za životno djelo
- 1995. - Nositelj je Reda Danice Hrvatske s likom Marka Marulića
- 1996. - Nagrada Zagrebačkog festivala za životno djelo i cjelokupan doprinos uspjehu hrvatske zabavne glazbe, kao i za osobit doprinos hrvatskoj umjetnosti i kulturi
- Medalja SOKOJ-a
- Nagrada HRT-a Zagreb
- Plaketa PZAVNOH-a
- 1997. - Medalja 5. gardijske brigade Slavonski sokolovi

## Vanjske poveznice
- www.porin.info – Dobitnici nagrada za životno djelo: Miljenko Prohaska (životopis)
- www.jazz.hr – In memoriam: Miljenko Prohaska (1925. – 2014.) (životopis)
- www.jazz.hr – Davor Hrvoj: Razgovor s Miljenkom Prohaskom, višegodišnjim dirigentom Big Banda HRT-a (1998.)
- HDS ZAMP – Miljenko Prohaska: Dobili smo »nogu« jer smo svirali jazz
- IMDb – Miljenko Prohaska (filmografija)
- www.diskografija.com – Diskografija Miljenka Prohaske
- www.filmovi.com – Filmska glazba Miljenka Prohaske